# アドルフ・ベルンハルト・マルクス

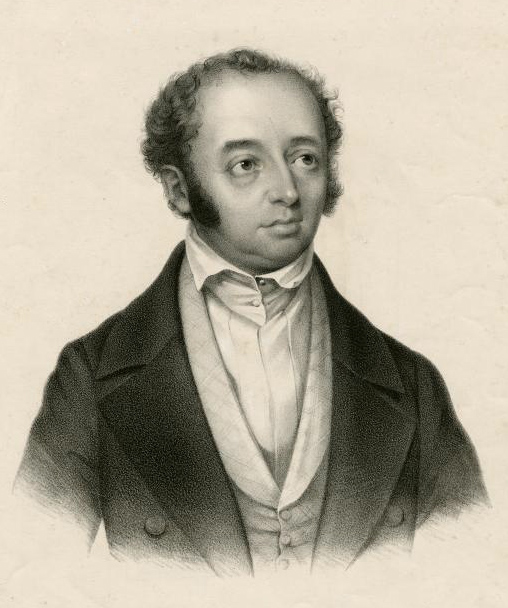
A. B. マルクス

フリードリヒ・ハインリヒ・アドルフ・ベルンハルト・マルクス（Friedrich Heinrich Adolf Bernhard Marx, 1795年3月15日 ハレ・アン・デア・ザーレ – 1866年5月17日 ベルリン）は、ドイツの作曲家・音楽理論家・音楽評論家。

## 略歴
無神論者のユダヤ人医師を父親にハレ・アン・デア・ザーレに生まれ、「ザムエル・モーゼス」と名付けられたが、1819年に洗礼を受けて改宗した際に改名した。当初はハレで法学を学ぶが、カール・レーヴェと一緒に作曲法も習った。1821年にベルリンに行き、1825年にアドルフ・マルティン・シュレージンガーと契約して、機関紙『ベルリン音楽報知新聞（Berliner allgemeine musikalische Zeitung）』の編集を任される。マルクスの知的な批評は、とりわけベートーヴェンの称賛を受けたが、カール・ツェルターらベルリン楽壇の主流派をしきりに論うものでもあった。
マルクスは、フェリックス・メンデルスゾーンの家族と親密になり、メンデルスゾーンは、音楽表現の質に関するマルクスの考え方に大きく影響を受けている。メンデルスゾーンが序曲《真夏の夜の夢》を改訂する際にマルクスの影響を受けたことは、二人の共通の友人だったエドゥアルト・デフリーントが回想録に書き残している。メンデルスゾーンがヨハン・ゼバスティアン・バッハの《マタイ受難曲》を1829年に復活させると、マルクスはシュレージンガーに同作品を公刊するように説き伏せたため、初めてバッハの傑作が研究者に手に入れられるようになった。だが、メンデルスゾーンが年を重ねるにつれて、マルクスとの間に溝が生じた。あるとき二人は、それぞれが創ったオラトリオ用の台本を持ち寄って、互いに相手の台本に曲付けすることに同意した。メンデルスゾーンはモーゼを、マルクスはパウロを題材に台本を作成した。しかしながらメンデルスゾーンは《パウロ》の台本に大幅に手を入れ、しかも1841年にマルクスが、《モーゼ》をライプツィヒで上演してくれるようにメンデルスゾーンに頼んだところ、メンデルスゾーンは作品の水準の低さを理由にして断わった。激昂したマルクスは、その後すぐに、メンデルスゾーンと熱心に取り交わした手紙を川に投げ入れ、そのまま無かったものとした。結局《モーゼ》は、1853年にフランツ・リストによってヴァイマルで上演された。
1830年にメンデルスゾーンの推挙によって、ベルリン大学の音楽教授という新たな役職に就任し、その頃から没するまで文筆家や教師として主立った影響力を発揮した。1850年には、ベルリン・シュテルン音楽院の共同設立者に名を連ねている。4巻からなる作曲教則本『楽曲構成論（ドイツ語: Die Lehre von der musikalischen Komposition）』は、19世紀で最も影響力ある楽典の一つであった。同書は、音楽教育に対する新たな取り組みを論証し、当時用いられていた音楽形式の論理的に秩序立った体系を示して、ソナタ形式で締め括った。マルクスは、ベートーヴェンのピアノ・ソナタを範例として、ソナタ形式を論じている。最晩年までにベートーヴェンの伝記も完成させている。同時代の音楽についても積極的に書き記し、2巻の自叙伝も出版した。

## 著作物
- 『音楽における絵画性について（芸術哲学への春の挨拶）』 （Über Malerei in der Tonkunst: ein Maigruss an die Kunstphilosophien. Berlin, 1826.）
- 『実践的・理論的な楽曲構成法』 （Die Lehre von der musikalischen Komposition, praktisch-theoretisch. Leipzig, 1837/38/45/47.）
- 『19世紀の音楽とその成長』 （Die Musik des neunzehnten Jahrhunderts und ihre Pflege: Methode der Musik. Leipzig, 1855.）
- 『ルートヴィヒ・ヴァン・ベートーヴェン　生涯と創作』 （Ludwig van Beethoven: Leben und Schaffen. Berlin, 1859.）
- 『回想録』 （Erinnerungen aus meinem Leben. Berlin, 1865.）